# Eva Springerová

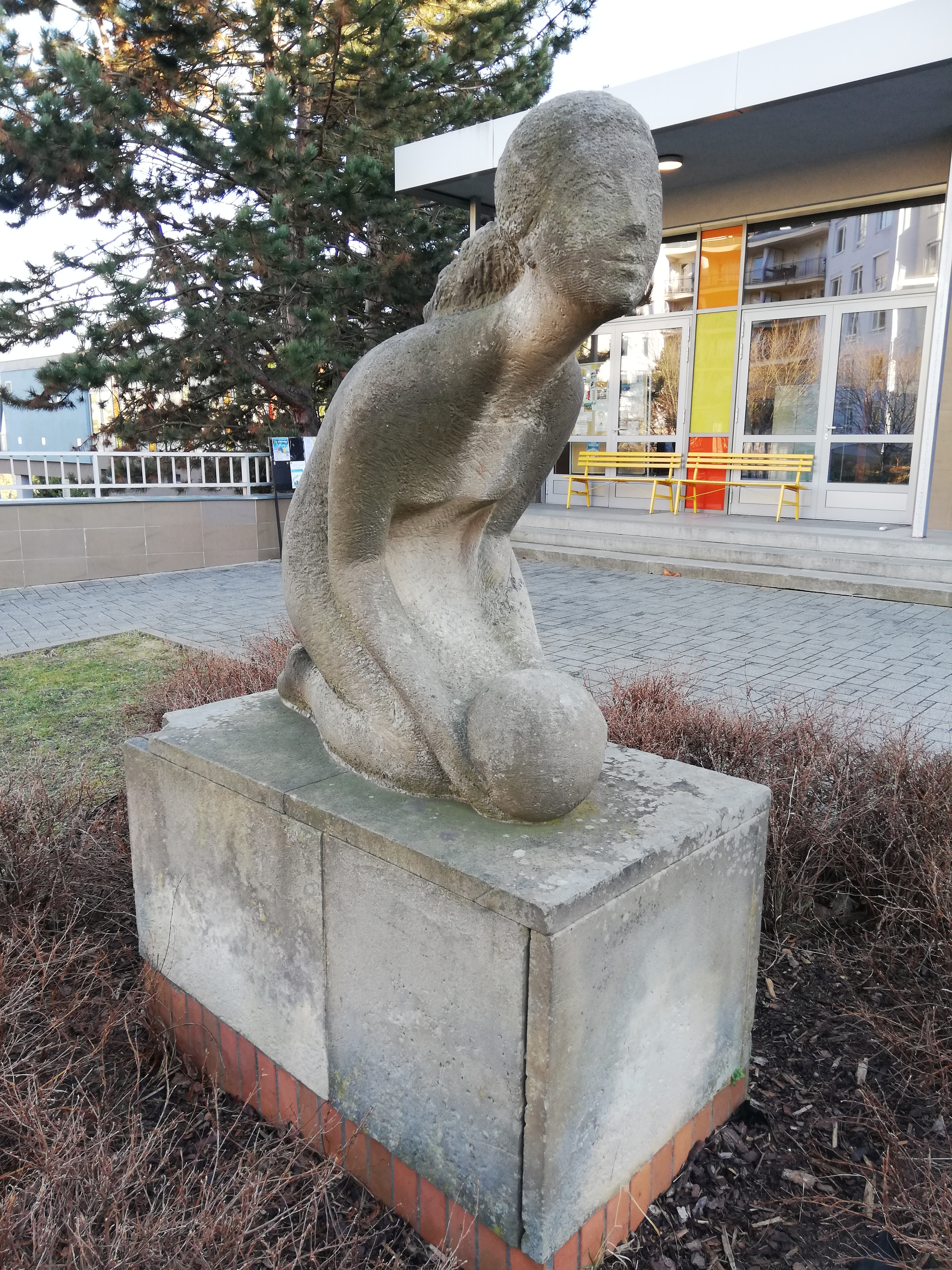
Dívka s míčem (1977)

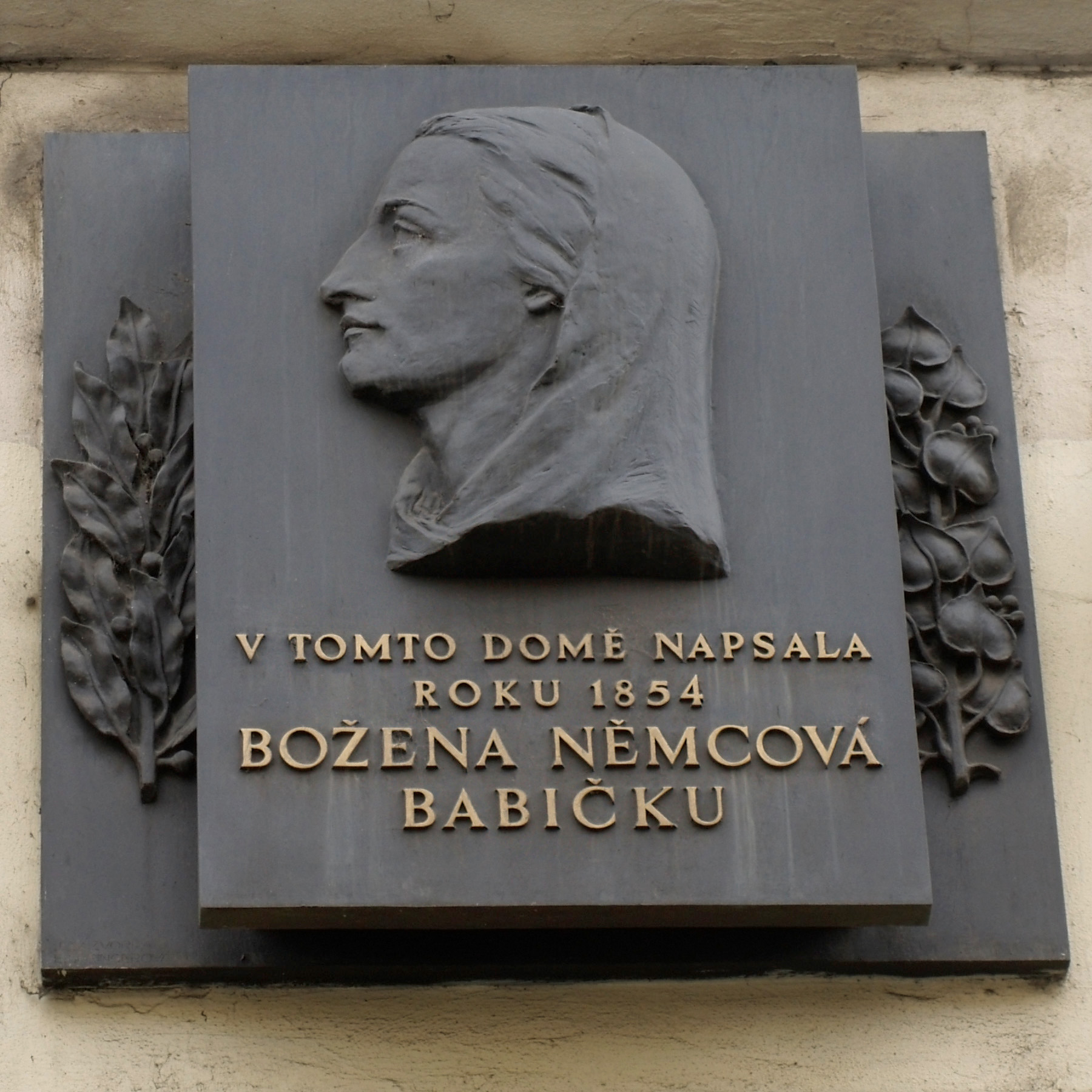
Pamětní deska Boženy Němcové

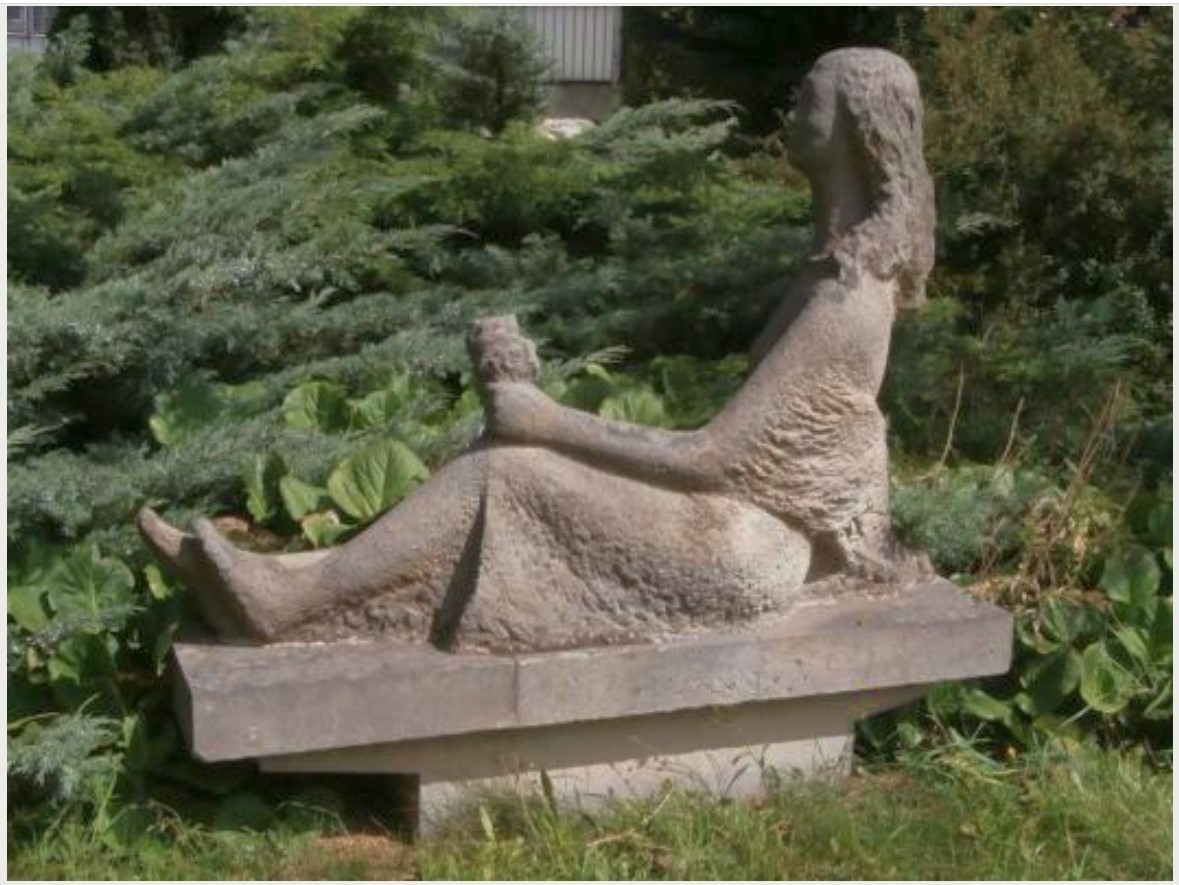
Dívka s květinou (1977)

Eva Springerová, často uváděna jako Eva Springerová Rozehnalová nebo též jako Eva Rozehnalová-Springerová, (25. ledna 1928 Praha – 10. dubna 1994) byla česká akademická sochařka.

## Život
Narodila se 25. ledna 1928 v Praze. Absolvovala v letech 1947 až 1952 studium na Vysoké škole uměleckoprůmyslové v Praze (profesor Karel Dvořák; profesor Josef Wagner). Byla žačkou českého sochaře a medailéra Jana Jiříkovského. Eva Springerová zemřela 10. dubna 1994.

## Ukázky z děl ve veřejném prostoru

### Dívka s míčem
Pískovcová socha zhotovená v roce 1977 technikou sekání nese název Dívka s míčem. Kamenná socha se nachází v exteriéru – na trávníku před vstupem do budovy ZŠ Weberova na adrese: Weberova 1090/1; Praha 5–Košíře (GPS souřadnice: 50°4′24″ s. š., 14°21′22″ v. d.). (Investorem byla Výstavba hlavního města Prahy–Výstavba sídlišť Praha). Plastika o rozměrech výška: 115 cm; šířka: 46 cm; hloubka: 112 cm je umístěna na podstavci o rozměrech: 76 cm (výška), 70 cm (šířka), 131 cm (hloubka).

### Pamětní deska Boženy Němcové
Bronzová pamětní deska (instalovaná v roce 1957) je dílem akademické sochařky Evy Springerové a puristického architekta Jana Zázvorky staršího (1884–1963), kteří ji vytvořili v roce 1957. Deska zobrazuje reliéfní portrét Boženy Němcové, který je zleva lemován vavřínovou ratolestí a zprava lipovou ratolestí. Text na desce zhotovený zlatým písmem oznamuje: „V tomto domě napsala roku 1854 Božena Němcová Babičku“. Deska je umístěna na domě (na adrese: Ječná 516/28, 120 00 Praha 2 - Nové Město; GPS souřadnice 50°4′32″ s. š., 14°25′31″ v. d.) a připomíná období let 1853 až 1854, kdy Božena Němcová v tomto domě napsala Babičku. Na témže domě je hned vedle vchodu ještě malá černá tabulka s textem: „Dům zrození Babičky Boženy Němcové“.

### Dívka s květinou
Pískovcová socha s názvem Dívka s květinou (z roku 1977) se nachází v areálu oblastní nemocnice Příbram Areál II na adrese Žežická 266, 261 01 Příbram V-Zdaboř, Česko (GPS souřadnice: 49°40′27″ s. š., 13°59′20″ v. d.).

### Matka s dítětem
Pískovcová socha s názvem Matka s dítětem z roku 1978 je umístěna v exteriéru na travnatém prostranství před vstupem do mateřské školy ve Sportovní ulici v Příbrami (GPS souřadnice: 49°40′23″ s. š., 13°59′43″ v. d.). Investorem byly Uranové doly Konětopy. Socha o rozměrech: výška 95 cm; šířka 160 cm; hloubka 30 cm je umístěna na soklu o rozměrech: výška 66 cm, šířka 180 cm, hloubka 50 cm.

## Další díla
- Pradlena – Litá laminátová plastika s figurálním námětem z 50. let 20. století o celkové výšce 87 cm s označením „E. S.“ na podstavci v Galerii moderního umění v Roudnici nad Labem.[16]
- Dotek prehistorie – Plastika z opuky[11] vysoká 46 cm; foto ve sbírkách Rabasovy galerie (RG) Rakovník[17][p. 2]
- Dotek vesmíru – Plastika z opuky[11] vysoká 94 cm; foto ve sbírkách Rabasovy galerie (RG) Rakovník[18][p. 2]

## Výstavy

### Autorské
- 1961 – Eva Springerová: Sochy, Galerie na Karlově náměstí, Praha[4]
- 1975 – Eva Springerová: Plastiky, Léčebna Libenský, Poděbrady (Nymburk)
- 1979 – Eva Springerová: Plastiky, Roztoky (Praha-západ)
- 1988 – Eva Springerová: Socha, Památník národního písemnictví, Praha
- 1992 – Eva Springerová: Sochy, Galerie R, Praha
- 2001 – Eva Springerová: Sochy, Galerie Rozehnal, Praha[4]

### Kolektivní
- 1965 – XXV. Východočeský umělecký salon, Městské muzeum a galerie, Polička (Svitavy)[4]
- 1967 – 1. pražský salon, Bruselský pavilon, Praha
- 1967 – Umělci k výročí Října, Bruselský pavilon, Praha
- 1968 – Nové tendence v tvorbě mladých českých výtvarníků: Obrazy, kresby, grafika, plastiky z šedesátých let, Východočeská galerie v Pardubicích
- 1973 – Obrazy o lidech, Východočeská galerie v Pardubicích
- 1974 – Manželství, rodičovství a život našich dětí v obrazech, sochách, grafice a užitém umění. Výsledky tvůrčí úkolové akce, Praha
- 1974 – Slovenské národní povstání v dílech českých a slovenských výtvarných umělců, Mánes, Praha
- 1976 – Žena v současné tvorbě, Výsledky výtvarné soutěže k Mezinárodnímu roku ženy, Praha
- 1978 – Umění vítězného lidu. Přehlídka současného československého výtvarného umění k 30. výročí Vítězného února, Jízdárna Pražského hradu, Praha
- 1988 – Salón pražských výtvarných umělců '88, Park kultury a oddechu Julia Fučíka, Praha
- 1992 – Za, Průmyslový palác, Bubeneč, Praha[p. 3]
- 1992 – Za, Náměstí Republiky, Praha.[p. 3]
- 1992 – Džbán 1992, Rakovník
- 1993 – Komorní plastika, Mánes, Praha
- 1993 – Výstava současného českého sochařství, Mánes, Praha
- 2003/2004 – Výstava k 13. výročí vzniku Galerie Rozehnal, Městská galerie, Beroun
- 2020 – Ve věci umění / Matter of Art 2020: Pojď blíž – Bienále současného umění Praha, Městská knihovna Praha[4]

## Eva Springerová v encyklopedii (slovníku)
- 2004 – MALÝ, Zbyšek, ed. a MALÁ, Alena, ed. Slovník českých a slovenských výtvarných umělců 1950-2010. Vydání 1. Ostrava: Výtvarné centrum Chagall, 1998–2010. 21 svazků; (XIII. Ro - Se); Prameny a dokumenty. ISBN 80-86171-00-0.[4]
- 2005 – MALÝ, Zbyšek, ed. a MALÁ, Alena, ed. Slovník českých a slovenských výtvarných umělců 1950-2010. Vydání 1. Ostrava: Výtvarné centrum Chagall, 1998–2010. 21 svazků; (XIV. Sh - Sr); Prameny a dokumenty. ISBN 80-86171-00-0.[4]